# Scottsburg (Indiana)
Scottsburg és una població dels Estats Units a l'estat d'Indiana. Segons el cens del 2000 tenia 6.040 habitants.

## Demografia
Segons el cens del 2000, Scottsburg tenia 6.040 habitants, 2.539 habitatges, i 1.604 famílies. La densitat de població era de 485,8 habitants/km².
Dels 2.539 habitatges en un 30,6% hi vivien nens de menys de 18 anys, en un 44,5% hi vivien parelles casades, en un 14,1% dones solteres, i en un 36,8% no eren unitats familiars. En el 32,4% dels habitatges hi vivien persones soles el 13,6% de les quals corresponia a persones de 65 anys o més que vivien soles. El nombre mitjà de persones vivint en cada habitatge era de 2,3 i el nombre mitjà de persones que vivien en cada família era de 2,87.
Per edats la població es repartia de la següent manera: un 24,2% tenia menys de 18 anys, un 10,9% entre 18 i 24, un 29,5% entre 25 i 44, un 20,3% de 45 a 60 i un 15,1% 65 anys o més.
L'edat mediana era de 35 anys. Per cada 100 dones de 18 o més anys hi havia 85,2 homes.
La renda mediana per habitatge era de 30.687$ i la renda mediana per família de 37.083$. Els homes tenien una renda mediana de 31.217$ mentre que les dones 21.321$. La renda per capita de la població era de 16.552$. Entorn del 12,6% de les famílies i el 15,5% de la població estaven per davall del llindar de pobresa.

## Poblacions més properes
El següent diagrama mostra les poblacions més properes.